# Pityusa Rupes
La Pityusa Rupes è una struttura geologica della superficie di Marte.